# Mniobia symbiotica
Mniobia symbiotica is een raderdiertjessoort uit de familie Philodinidae. De wetenschappelijke naam van deze soort is voor het eerst geldig gepubliceerd in 1886 door Zelinka.